# Inês Zuber
Inês Cristina Zuber (née le 11 mars 1980 à Évora) est une femme politique portugaise membre du Parti communiste portugais (PCP).

## Biographie
Elle devient députée européenne le 18 janvier 2012 en remplacement d'Ilda Figueiredo. Candidate lors des élections européennes de 2014, elle est élue pour un nouveau mandat. Le 30 janvier 2016, elle quitte le Parlement européen pour se consacrer à la politique nationale, et est remplacée par João Pimenta Lopes.